# Joaquín Boghossian
Joaquín Antonio Boghossian (Montevidéu, 19 de junho de 1987) é um futebolista uruguaio. Possui origem armênia. Atualmente joga pelo RB Salzburg.

## Carreira
Atua como atacante, e possui 1,97 de altura (é um dos atacantes mais altos do Campeonato Austríaco, onde atua pelo RB Salzburg desde 2010). Defendeu também Progreso, Cerro e Newell's Old Boys (por empréstimo).
Durante sua curta carreira, iniciada em 2005, Boghossian chegou a ser comparado com o paraguaio Óscar Cardozo (atualmente no Benfica), com quem atuou no Newell's.

## Títulos
Nacional
- Campeonato Uruguaio (1): 2011-12